# Kermesbärsläktet
Kermesbär (Phytolacca) är ett släkte med 25-35 perenna arter av storvuxna örter, som förekommer i tropiska till subtropiska regioner i Amerika, Afrika, Eurasien och Oceanien. 

## Utseende
Släktet består av örter, buskar och träd som kan bli mellan 1–25 meter höga. De har alternerande enkla blad, som är spetsiga i toppen, med hela eller skrynkliga kanter. Arterna kan antingen vara lövfällande eller vintergröna. Stjälkarna är gröna, rosa eller röda. Blommorna är grönvita till rosa, och sitter på långa blomställningar i ändarna av stjälkarna. 

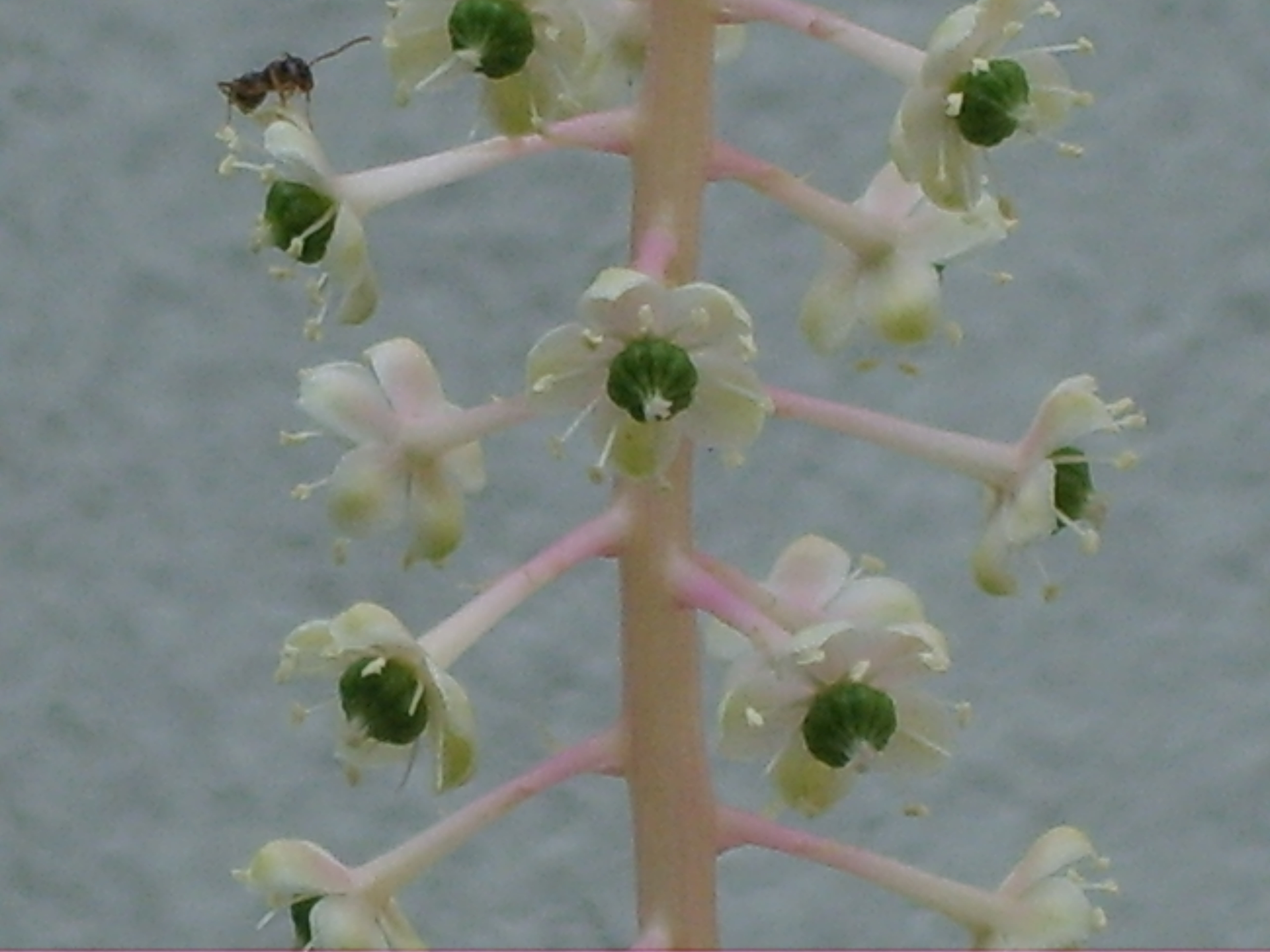
Phytolacca americana, blommor

Ur blommans flera apokarpa pistiller utvecklas klotformade bär som är 4–12 i diameter, gröna till en början, men blir mörklila till svarta när de mognar.

## Systematik och utbredning
Utbredningen av släktet Phytolacca är nästan globalt, även om de flesta arter ursprungligen är inhemska i Sydamerika. Sammantaget finns det fler arter i nya världen än i den gamla. Endast ett fåtal är ursprungligen från Afrika eller Eurasien. Vissa arter är invasiva över hela världen. Phytolacca förekommer övervägande i tropiska till subtropiska regioner och i vinodlingsregioner.
Släktet Phytolacca beskrevs av Carl von Linné. Det botaniska släktnamnet Phytolacca kommer delvis från grekiskans φυτόν (phyton) som betyder "växt" och från latinets lacca för "lack" och syftar på bärens utseende. 
Att identifiera arten är svårt vilket lett till många synonymer.
Det finns cirka 25 till 35 kända arter och här följer ett urval:
- Phytolacca abyssinica Hoffm. – ursprungligen från Afrika.
- Phytolacca acinosa Roxb. – inhemsk i Kina, Bhutan, Indien, Japan, Korea, Myanmar, Sikkim och Vietnam.[7] Den är en neofyt i Syd- och Centralamerika.[1]
- Phytolacca americana L. – inhemsk i östra Kanada och USA[1], introducerad till Mexiko och Bolivia.[8]
- Phytolacca bogotensis Kunth – förekommer i Sydamerika från Colombia, Bolivia, Brasilien, Paraguay, Ecuador till Peru och Argentina.[1][8]
- Phytolacca chilensis (Miers ex Moq.) H.Walter – förekommer i södra delen av Sydamerika.[8]
- Phytolacca clavigera W.W.Sm. – inhemsk i Sydostasien.
- Phytolacca dioica L. – förekommer i Sydamerika, från Bolivia, Ecuador, Paraguay, Uruguay och Brasilien, till Argentina och Peru.[1][8]
- Phytolacca dodecandra L'Hér. – förekommer i tropiska och södra Afrika och i Madagaskar.[1]
- Phytolacca heptandra Retz.
- Phytolacca heteropetala H.Walter – inhemsk i Mexiko[8] introducerad till Kalifornien och är en neofyt i Portugal.[1]
- Phytolacca icosandra L. –  förekommer från Mexiko, i neotropiska Centralamerika och på karibiska öar till Peru.[1][8]
- Phytolacca japonica Makino –  förekommer i Japan, på Taiwan och i de kinesiska provinserna Anhui, Fujian, Guangdong, Hunan, Jiangxi, Shandong och Zhejiang.[7]
- Phytolacca latbenia (Moq.) H.Walter
- Phytolacca meziana H.Walter – förekommer i Centralamerika.[8]
- Phytolacca polyandra Batalin – endemisk för Kina där den förekommer på 1100–3000 meters höjd i Gansu, Guangxi, Guizhou, Sichuan och Yunnan.[7]
- Phytolacca rivinoides Kunth & C.D.Bouché – förekommer från Mexiko över Centralamerika och på karibiska öar till Sydamerika.[1][8]
- Phytolacca rugosa A.Braun & C.D.Bouché – förekommer från Mexiko över Centralamerika till Bolivia, Colombia, Peru och Venezuela.[8]
- Phytolacca sanguinea H.Walter – förekommer i Colombia, Ecuador, Peru och Venezuela.[8]
- Phytolacca tetramera Hauman – förekommer i södra delen av Sydamerika.[8]
- Phytolacca thyrsiflora Fenzl ex J.A.Schmidt – förekommer i Brasilien, Colombia, Guyanas, Peru, Venezuela, i den södra delen av Sydamerika och på karibiska öar.[8]
- Phytolacca weberbaueri H.Walter – förekommer i Peru.[8]

## Odling
De odlas i södra Europa och arterna amerikanskt kermesbär (P. americana) och Phytolacca acinosa kan odlas som prydnadsväxter i Sverige, och är härdiga till zon 4. 

## Giftighet och användning

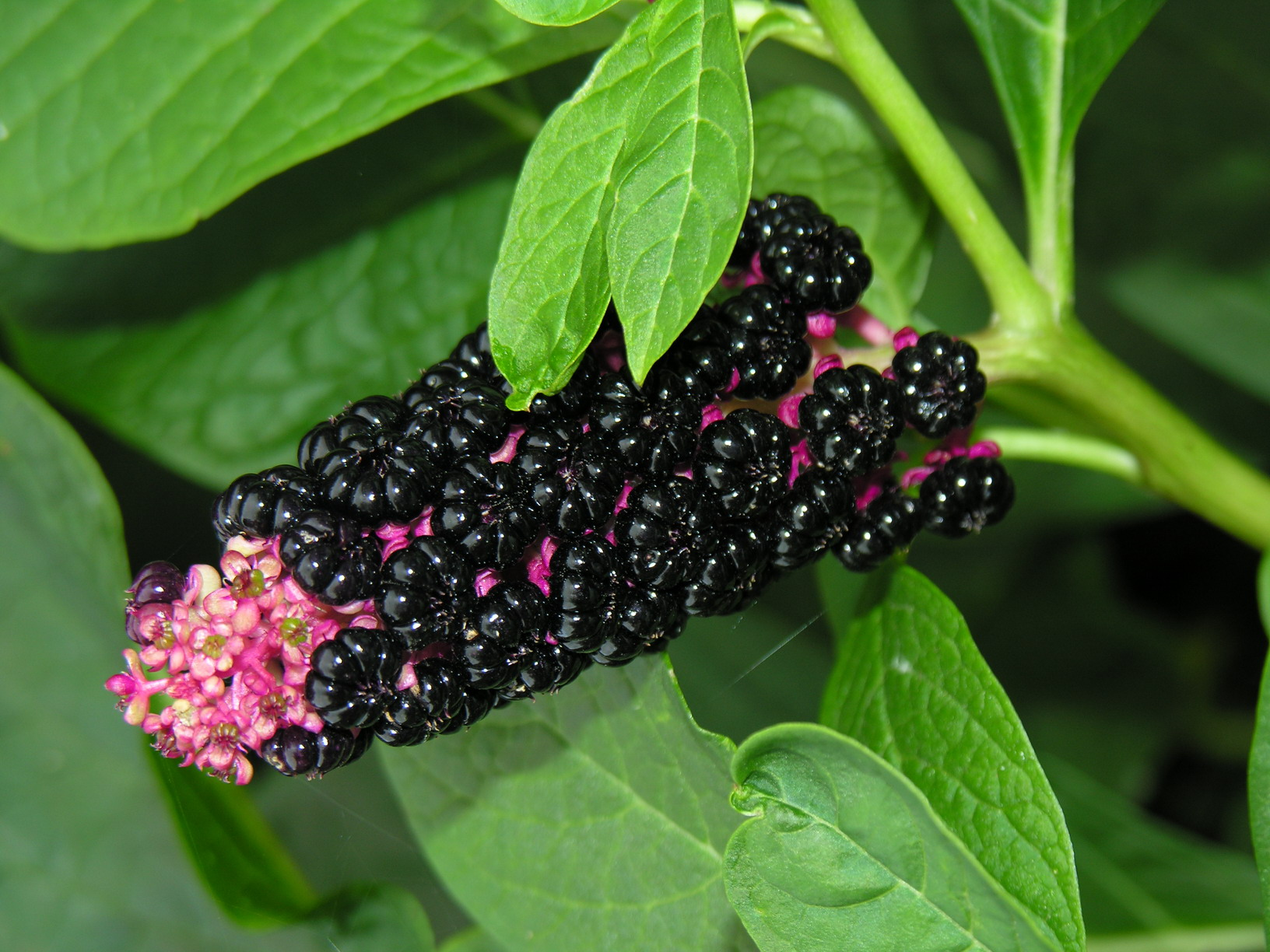
Phytolacca acinosa, blommor och bär.

Bären innehåller en starkt röd saft, som har använts till färgning av vin och konditorivaror, vilket är mycket olämpligt, då den hos många av arterna är giftig. Förgiftningssymptomen är kräkningar, följt av diarréer och ibland kramper. 
Hos flera av arterna innehåller bladen, stammen, roten, blommorna och bären phytolaccatoxin och phytolaccigenin som är giftiga för däggdjur. Bären äts dock av fåglar som inte påverkas av gifterna.
Saften har också använts till att färga ylle och silke violett. Drogen har även prövats som läkemedel, men inte vunnit någon betydelse. Däremot har den på SLU i Alnarp testats som medel mot sniglar med gott resultat.[källa behövs]